# Folgen der COVID-19-Pandemie für grenzüberschreitende Mobilität und Tourismus in Deutschland
Die Ende 2019 erstmals beschriebene Infektionskrankheit COVID-19 breitet sich in Deutschland seit dem 27. Januar 2020 aus. Sie wird durch eine Infektion mit dem neuartigen Coronavirus SARS-CoV-2 verursacht. Seit dem 11. März 2020 wird die Ausbreitung dieser Krankheit von der WHO als Pandemie eingestuft. Die Pandemie hatte Auswirkungen auf die grenzüberschreitende Mobilität, den Tourismus und die Migration. In mehreren Wellen beschloss die Bundesregierung Reisewarnungen und Grenzschließungen, um die Ausbreitung der Pandemie zu bekämpfen. Für viele Einreisende nach Deutschland legten Bund und Bundesländer Quarantänepflichten fest. Nachdem im März die deutschen Grenzen weitgehend geschlossen worden waren, waren ab Juni 2020 Reisen insbesondere innerhalb Europas wieder möglich. Anschließend wurde ein zunehmend differenziertes System von ausländischen Risikogebieten, Reisewarnungen für einzelne Länder und Test- und Quarantänepflichten für Reisende eingeführt. Als im Herbst 2020 die Infektionszahlen stiegen, wurden auch große Teile Europas wieder als Risikogebiete ausgewiesen, für die bei Reisen Test- und Quarantäneregelungen zu beachten sind.
Die Freizügigkeit von (potenziellen) Reisenden wurde und wird während der COVID-19-Pandemie nicht nur durch Regelungen über den grenzüberschreitenden Verkehr eingeschränkt. Bereits während der „ersten Welle“ der Pandemie im Frühjahr 2020 erließen die Länder Schleswig-Holstein und Mecklenburg-Vorpommern Einreiseverbote für „Landesfremde“ und verboten, wie auch Niedersachsen, den Besuch zum jeweiligen Land gehörender Nord- bzw. Ostseeinseln. Andere Länder verhängten Ausgangsbeschränkungen über Personen, die sich im Land aufhielten. Daneben wendeten Länder Instrumente wie Beherbergungsverbote und -beschränkungen an, die den touristischen Verkehr innerhalb Deutschlands zunächst nur für innerdeutsche Risikogebiete, später umfassend einschränkten. Ab Januar 2021 gesellte sich zu diesen Restriktionen das Verbot, sich ohne triftigen Grund außerhalb eines vorgegebenen Bewegungsradius aufzuhalten, welches Bewohner einzelner Städte bzw. Landkreise in Hochrisikogebieten betraf. Dazu kamen im Januar 2021 noch Einreiseverbote, vor allem in Landkreise mit Wintersportorten.

## Situation zu Beginn der Pandemie
Seit Januar wies das Robert Koch-Institut (RKI) weltweit bestimmte Gebiete als Risikogebiete für COVID-19 aus, „in denen eine fortgesetzte Übertragung von Mensch zu Mensch vermutet werden kann“. Als erstes Gebiet erklärte das RKI am 26. Januar 2020 die chinesische Provinz Hubei inklusive der Stadt Wuhan zum Risikogebiet. Im Februar folgten weitere Länder und Regionen in Ostasien. Vom 26. Februar bis zum 2. April wurden zahlreiche Regionen und Länder in Westeuropa und Nordamerika als Risikogebiete eingestuft.
Im Februar galten in Deutschland noch keine Einreisebeschränkungen für Personen aus Risikogebieten. Ab 27. Februar sollten Flugreisende aus China, Südkorea, Japan, Iran oder Italien den Behörden ihren Aufenthaltsort sowie eine Kontaktmöglichkeit mitteilen. Anfang März rief Bundesgesundheitsminister Spahn dazu auf, auf Reisen in besonders betroffene Regionen in Italien, aber auch in Nordrhein-Westfalen zu verzichten.

## Grenzschließungen und Quarantänemaßnahmen im März und April 2020

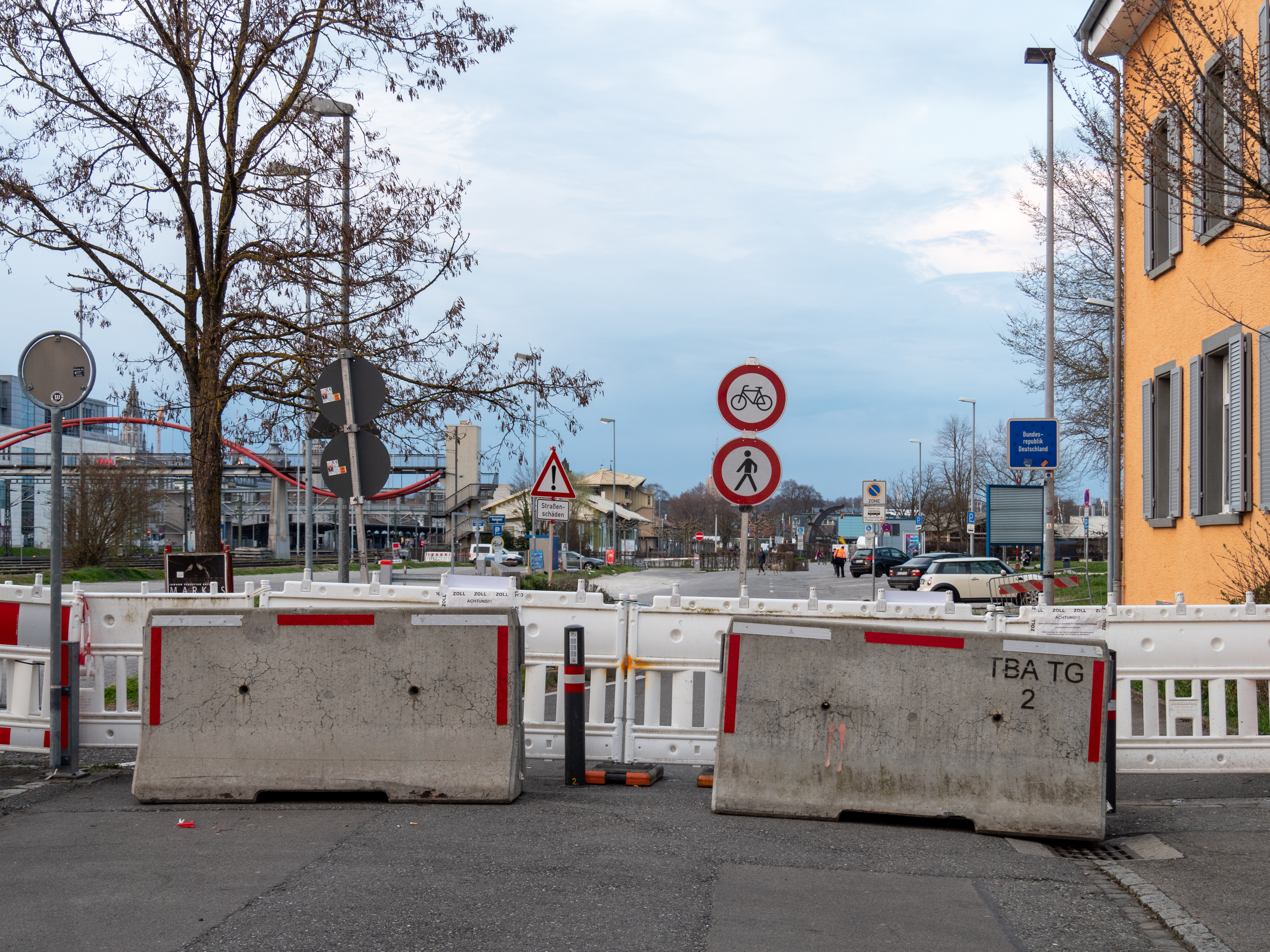
Gesperrter Grenzübergang zwischen Kreuzlingen und Konstanz im März

Am 16. und 17. März schloss die Bundesregierung dann die deutschen Grenzen weitgehend für den Reiseverkehr. Schon am 16. März 2020 wurden die Grenzen zu den Nachbarstaaten Frankreich, Österreich, Luxemburg, der Schweiz und Dänemark geschlossen, die teilweise vom RKI zu Risikogebieten erklärt worden waren. Ab 17. März galten entsprechende Beschränkungen auch für Reisen von außerhalb der EU nach Deutschland, nachdem die Staats- und Regierungschefs der Europäischen Union einen entsprechenden Beschluss gefasst hatten. Am selben Tag sprach das Auswärtige Amt zum ersten Mal eine „weltweite“ Reisewarnung aus (die sich auf alle Gebiete in ausländischen Staaten bezog). Insgesamt durften damit Menschen, die weder Deutsche noch dauerhaft im Land ansässig waren, nur noch aus einem „triftigen Reisegrund“ nach Deutschland kommen. Als triftige Gründe galten bspw. Berufspendeln oder der grenzüberschreitende Warenverkehr. Wer eine Pauschalreise aufgrund offizieller Reisewarnungen oder Einreisestopps nicht antreten kann, kann den Reisevertrag kündigen. Personen, die aufgrund von individueller Vorsicht eine Reise nicht antreten wollten, sowie Individualreisende waren hingegen teils auf Kulanz angewiesen. Wird eine Flugverbindung aufgrund der Virusepidemie ganz gestrichen, wird dem Reisenden der Ticketpreis erstattet; ob darüber hinaus Anspruch auf Entschädigung besteht, ist strittig.
Ab dem 10. April 2020 mussten nach einer Vereinbarung von Bund und Ländern alle Personen, die aus dem Ausland nach Deutschland zurückkehrten und sich dort mehrere Tage aufgehalten hatten, für 14 Tage in häusliche Quarantäne. Nicht betroffen waren von Anfang an Berufspendler; Ausnahmen gelten für Lastwagenfahrer, medizinisches Personal und bestimmte Saisonarbeiter. Ebenfalls ab dem 10. April 2020 wies das Robert Koch-Institut keine internationalen Risikogebiete mehr aus, da sich die Epidemie mittlerweile weltweit verbreitet habe. Die Quarantäneregelungen wurden später nach Reiseland differenziert. Oberverwaltungsgerichte erklärten eine pauschale Quarantänepflicht für Rückkehrer für unrechtmäßig, bestätigten aber eine nach Staaten differenzierende Regelung. Ab dem 15. Mai wurden die Kontrollen an den deutschen Außengrenzen zu einigen Ländern aufgehoben, an anderen auf Stichproben reduziert.

### Rückholprogramm
Da weltweit Grenzen geschlossen wurden und Flug- und Fährverbindungen gestrichen wurden, strandeten zahlreiche deutsche Staatsbürger im Ausland. Am 17. März 2020 begann daher ein Rückholprogramm für deutsche Staatsbürger. Bis zum 26. März 2020 wurden auf Initiative des Auswärtigen Amts, teils in Kooperation mit anderen EU-Ländern, etwa 160.000 Menschen aus dem Ausland per Flugzeug nach Deutschland gebracht. Am 22. April 2020 erklärte Bundesaußenminister Maas, dass Reisende, die die „weltweite Reisewarnung“ ignorierten und im Sommer 2020 im Ausland Urlaub machten, nicht damit rechnen könnten, mit Hilfe des Auswärtigen Amtes nach Deutschland zurückgeholt zu werden.

## Grenzöffnungen und erneute Reisebeschränkungen ab Juni 2020

### Grenzöffnungen
Nach einem gemeinsamen Beschluss der EU-Innenminister vom 5. Juni 2020 sollte ab dem 15. Juni des Jahres im Schengen-Raum wieder die volle Personenfreizügigkeit gelten. Auch alle infolge der Corona-Pandemie erlassenen Quarantäne-Regelungen für Reisende im Schengen-Raum sollten bis Ende des Monats beendet werden. Das Bundeskabinett beschloss am 3. Juni 2020 die Aufhebung der Reisewarnung für 31 Staaten zum 15. Juni 2020. Dabei handelt es sich um die 26 Staaten der EU sowie Großbritannien, Island, Norwegen, die Schweiz und Liechtenstein. Für mehr als 160 Länder außerhalb der Europäischen Union verlängerte die Bundesregierung die Reisewarnung für Touristen bis zum 31. August. Eine Reihe von Reisewarnungen und Quarantäneregelungen blieben allerdings am 15. Juni auch für Reisen innerhalb des Schengen-Raums noch bestehen. Seit dem 2. Juli konnten Bürger aus elf Nicht-EU-Staaten, darunter Australien, Kanada und Tunesien, wieder ohne Einschränkungen nach Deutschland einreisen.

### Risikogebiete
Seit dem 15. Juni 2020 wies das RKI wieder – analog zur Bestimmung von „besonders betroffenen Gebieten“ in Deutschland – internationale Risikogebiete aus, in denen ein erhöhtes Risiko für eine Infektion mit SARS-CoV-2 besteht. Einreisende in die Bundesrepublik Deutschland, die sich innerhalb der letzten 14 Tage vor Einreise in einem Risikogebiet aufgehalten haben, sind u. U. von Quarantäneregelungen der Bundesländer betroffen. Die Einstufung als Risikogebiet erfolgt nach gemeinsamer Analyse und Entscheidung durch das Bundesministerium für Gesundheit, das Auswärtige Amt und das Bundesministerium des Innern, für Bau und Heimat.
Am 1. Oktober 2020 ging das Auswärtige Amt dazu über, wieder „umfassend differenzierte Reise- und Sicherheitshinweise bzw. Reisewarnungen für einzelne Länder“ anstatt einer pauschalen Reisewarnung herauszugeben. Eine Reisewarnung für nicht notwendige, touristische Reisen gilt grundsätzlich weiterhin für alle Länder, die von der Bundesregierung als Risikogebiet eingestuft sind. Für Länder, bei denen sowohl das Infektionsgeschehen gering ist als auch uneingeschränkte Reisemöglichkeiten bestehen und keine sonstigen Gründe dagegensprechen, wird die Reisewarnung aufgehoben und das AA rät in diesen Fällen zu besonderer Vorsicht.
Die Liste der Risikogebiete wird regelmäßig angepasst. Eine aktuelle Übersicht findet sich auf den Seiten des Robert Koch-Instituts.

### Einreisebestimmungen, Quarantänemaßnahmen und Tests

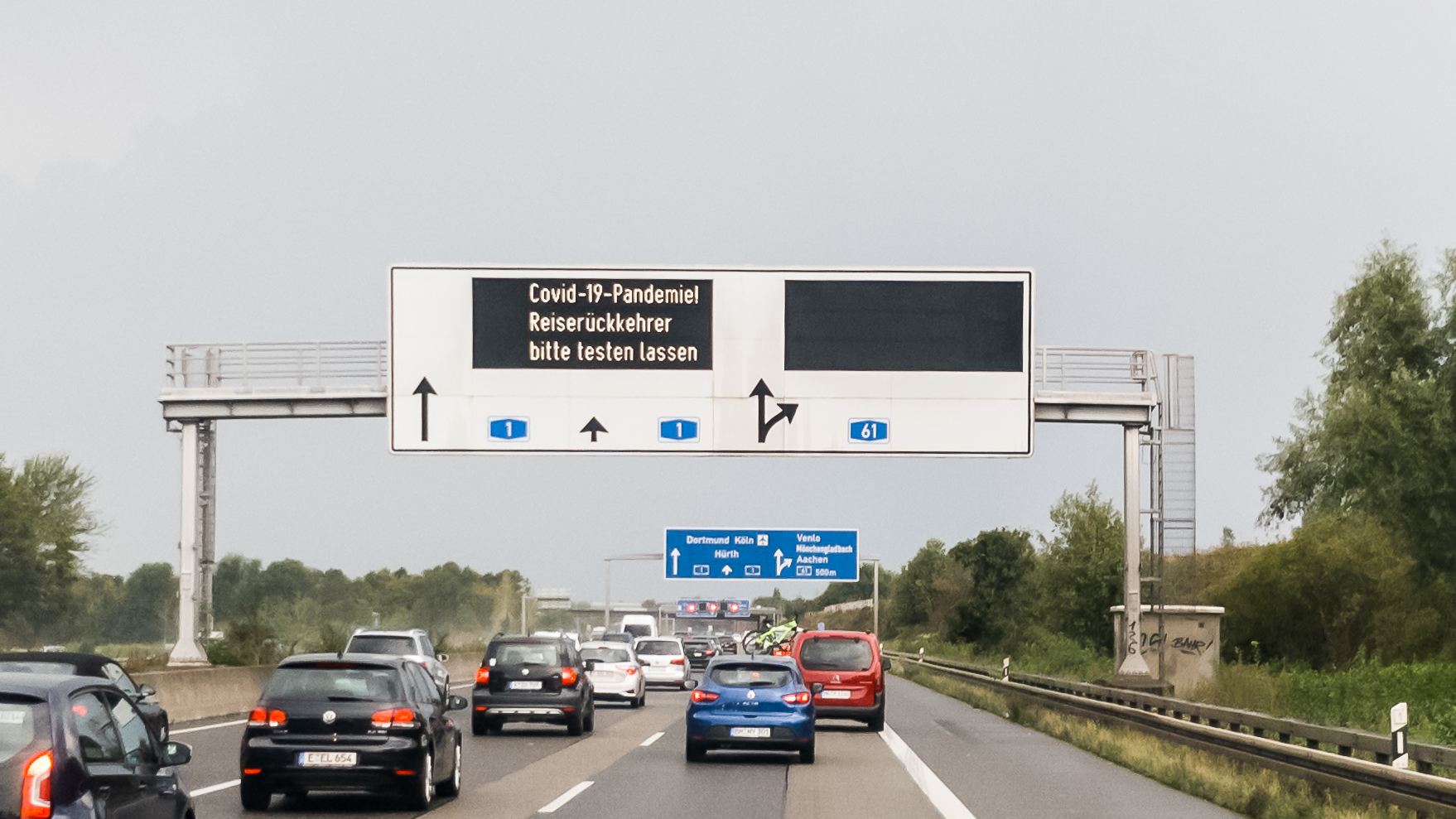
Schilderbrücke auf der Bundesautobahn 1 bei Erftstadt: Bitte an alle Reiserückkehrer, einen Test auf Covid-19 zu machen (August 2020)

Ende Juli beschlossen die Gesundheitsminister der Bundesländer, neben der 14-tägigen Quarantänepflicht für Rückkehrer aus Risikogebieten, einen Test auf das Virus an Flughäfen anzubieten; fällt der Test negativ aus, entfällt bzw. verkürzt sich die Quarantänepflicht für die Reiserückkehrer. Zur Kostenübernahme für einen Test innerhalb von 72 Stunden nach Einreise wurden die Kassenärztlichen Vereinigungen verpflichtet. Außerdem wurde bundesrechtlich für Einreisende aus Risikogebieten eine Testpflicht auf Anforderung des Gesundheitsamts innerhalb von zwei Wochen nach Einreise eingeführt.
Am 27. August beschlossen Bundeskanzlerin Merkel und die Regierungschefinnen und -chefs der Länder ein Ende der kostenlosen Tests für Einreisende aus Nicht-Risikogebieten zum 15. September 2020. Die Testpflicht für Reisende aus Risikogebieten wird vorerst aufrechterhalten. Möglichst am 1. Oktober soll eine neue Regelung zur Selbstisolation eingeführt werden.
Die Regelungen für Einreisende und Pendler ändern sich regelmäßig. Aktuelle Informationen finden sich auf der Webseite der Bundesregierung.
Für Einreisende aus Risikogebieten galt mit Stand zum 30. September 2020: Wer aus einem Risikogebiet einreist, muss eine sogenannte Aussteigerkarte ausfüllen und sich unverzüglich nach der Einreise auf direktem Weg in die eigene Häuslichkeit oder eine andere geeignete Unterkunft zu begeben sowie sich für einen Zeitraum von 14 Tagen nach der Einreise ständig dort aufzuhalten (Quarantäne). Für die Dauer von 14 Tagen besteht die Verpflichtung, im Falle einer Aufforderung durch die Behörden ein Covid-19-Testergebnis nachzuweisen oder andernfalls einen Test zu dulden. Innerhalb von 10 Tagen nach der Einreise besteht die Möglichkeit, sich auch ohne Aufforderung kostenlos testen zu lassen. Es gibt bestimmte Ausnahmen zur Quarantäne- und Testpflicht, u. a. für Personen auf der Durchreise. Je nach Landesrecht kann die Quarantänepflicht für diejenigen, die ein negatives Testergebnis vorweisen, aufgehoben werden. Wer innerhalb von 14 Tagen nach der Einreise typische COVID-19-Symptome hat, muss das Gesundheitsamt auf jeden Fall darüber informieren – selbst dann, wenn ein negatives Testergebnis vorliegt.
Mit Wirkung zum 14. Januar 2021 wurden die Regelungen der bisherigen Verordnung des Bundesgesundheitsministeriums zur Testpflicht von Einreisenden aus Risikogebieten vom 4. November 2020 sowie der Anordnungen betreffend den Reiseverkehr nach Feststellung einer epidemischen Lage von nationaler Tragweite durch den Deutschen Bundestag vom 5. November 2020 auf Basis der neuen Ermächtigungsgrundlage in § 36 Abs. 8–10 IfSG in die Coronavirus-Einreiseverordnung der Bundesregierung vom 13. Januar 2021 überführt.
Die Aussteigerkarte wurde in § 3 CoronavirusEinreiseV durch die digitale Einreiseanmeldung ersetzt.
Seit dem 1. August 2021 müssen alle Einreisenden – ganz gleich, ob sie sich in einem Hochrisikogebiet oder Virusvariantengebiet aufgehalten haben – bei der Einreise über einen Nachweis des Nichtvorliegens einer Infektion mit dem Coronavirus SARS-CoV-2 (Impf-, Test-, Genesenennachweis) verfügen.

### Kreuzfahrten
Die meisten Reedereien von Kreuzfahrtschiffen verzichteten in ihren Planungen vom August 2020 darauf, vor dem 1. November 2020 den Großteil ihrer Flotte wieder einsetzen zu wollen.

## Sonderfall deutsch-niederländische Grenze
Zu keinem Zeitpunkt seit März 2020 war die 567 km lange Grenze zwischen der Bundesrepublik Deutschland und den Niederlanden für Personen geschlossen, die aus privaten Gründen die Grenze passieren wollten. Der damalige nordrhein-westfälische Ministerpräsident Armin Laschet lehnte im April 2020 entsprechende Planungen des Bundes mit der Begründung ab, dass die Gebiete beiderseits der Grenze für eine Isolation voneinander zu stark miteinander verflochten seien. Im Dezember 2020 bewertete Laschet gemeinsam mit dem niederländischen Premierminister Mark Rutte die Offenhaltung der Grenze als richtig.
Am 5. April 2021 wurden die Niederlande vom Robert Koch-Institut zum Hochinzidenzgebiet erklärt. Die Folge waren verschärfte Grenzkontrollen an der deutsch-niederländischen Grenze. Nach Deutschland Einreisende mussten die Bescheinigung über das negative Ergebnis eines Tests auf SARS-CoV-2 vorlegen, der nicht älter als 48 Stunden (für Berufspendler: nicht älter als 72 Stunden) sein durfte. Reisende, deren Flugzeug auf einem niederländischen Flughafen gelandet war, hatten bereits vor dem Abflug in die Niederlande ein negatives Testergebnis vorlegen müssen.
Das deutsche Auswärtige Amt empfiehlt Reisenden, die „weiter als 30 km in das niederländische Inland“ fahren wollen, dringend, sich dort „in eine zehntägige Hausquarantäne [zu] begeben“. Touristen, die sich länger als 24 Stunden in den Niederlanden aufgehalten haben, müssen sich in Deutschland für fünf Tage in Quarantäne begeben. Erst am fünften Tag können sich die Betroffenen „frei testen“. Die Regelung, die vor Mai 2021 in Nordrhein-Westfalen gültig war, wonach sich Touristen unmittelbar nach ihrer Rückkehr aus den Niederlanden „frei testen“ lassen konnten, hat keinen Bestand mehr. Die Quarantänebestimmungen beruhen auf Bundesrecht, durch das teilweise nordrhein-westfälisches Landesrecht außer Kraft gesetzt wurde.
In einem 30 km breiten Streifen an der gemeinsamen Grenze gibt es einen „kleinen Grenzverkehr“. Innerhalb der 30-Kilometer-Zone war bislang im gesamten Jahr 2021 die Reisefreiheit ohne Test- und Quarantänepflicht bei kurzfristigen Aufenthalten (nicht mehr als 24 Stunden) nicht eingeschränkt.

## Zuwanderung
Am 27. Februar wurde mitgeteilt, dass Asylbewerber in Zukunft auf das Virus getestet werden sollen. Am 18. März 2020 gab das Bundesinnenministerium bekannt, die Aufnahme von Flüchtlingen für unbestimmte Zeit auszusetzen; sowohl das Resettlement-Verfahren im Rahmen des EU-Türkei-Abkommens als auch die Resettlement-Verfahren des Bundes wurden gestoppt. Asylbewerber konnten die Bundesrepublik jedoch auch nach den Grenzschließungen vom 16. März weiter über die Grenzübergänge aus den Nachbarstaaten betreten.
Ende Juni 2020 lebten nach Angaben des Statistischen Bundesamts etwa 40.000 Menschen weniger in Deutschland als zum Jahresende 2019, was einem Rückgang der Wohnbevölkerung um 0,05 % entspricht. Dies wird vor allem auf eine pandemiebedingt geringere Zuwanderung zurückgeführt.

## Beschränkungen des innerdeutschen Reiseverkehrs
Am 5. Januar 2021 beschlossen zwar Bundeskanzlerin Angela Merkel und die Chefs der Landesregierungen die Einführung eines „Bewegungsradius“ für Einwohner von Landkreisen und kreisfreien Städten, in denen mehr als 200 mit SARS-CoV-2 Infizierte auf 100.000 Einwohnern innerhalb der vergangenen sieben Tage (7-Tage-Inzidenz) registriert wurden. Dieser sollte laut Beschluss 15 Kilometer von dem Wohnort eines Einwohners des besonders betroffenen Gebiets betragen. In den Regelungen einiger Länder wird aber von den Vorgaben des Beschlusses vom 5. Januar 2021 teilweise abgewichen. Teilweise liegt es im Ermessen der Landkreise und kreisfreien Städte eines Landes, ob sie diese Regelung anwenden wollen, und teilweise werden die 15 km nicht ab der Ortsgrenze, sondern ab dem Wohnsitz einer bestimmten Person berechnet.
Am 19. Januar 2021 stellte der ADAC eine Übersicht zu der Frage zusammen, wo sich Bewohner einer deutschen Kommune und Reisende innerhalb Deutschlands legal aufhalten dürfen und was einen „triftigen Grund“ für einen ausnahmsweise legalen Aufenthalt an einem Ort bzw. einer Örtlichkeit darstellt, der bzw. die für den Betreffenden im Regelfall „tabu“ sein sollte. Die Übersicht wurde am 5. März 2021 aktualisiert.

## Ausländische Reisewarnungen im weiteren Verlauf
Im November 2021 sprachen die USA eine Reisewarnung für Deutschland aus.

## Kritik und Kontroversen

### Sinn der Maßnahmen
Die Absicht, mit den Grenzschließungen in Europa im März 2020 die Ausbreitung des Virus verhindern zu wollen, wurde nicht erreicht, denn die Schließung erfolgte zu spät. Das Virus war, so Analysen des Genmaterials, zum Zeitpunkt der Grenzschließungen Mitte März bereits großflächig in die Europäische Union eingeschleppt worden und Forscher schätzen, dass Ansteckungen durch Personen, die zuvor nicht eingereist waren, zu der Zeit bereits das Niveau von Ansteckungen durch Zugereiste erreicht hatten.

### Praxis der Beschränkungen im internationalen Reiseverkehr
Immer wieder wurde öffentlich über die Regelungen für internationale Reisen debattiert. So wurde Mitte März 2020 von Medien kritisiert, dass Flugreisen aus Ländern wie dem Iran, die vom Robert Koch-Institut als Risikogebiete eingestuft waren, weiterhin erlaubt waren – trotz Reisewarnungen und Schließungen der EU-Außengrenzen am Boden. Vor diesem Hintergrund sei es laut Jörg Radek, dem stellvertretenden Vorsitzenden der Gewerkschaft der Polizei, unverantwortlich, dass Flugpassagiere aus Risikogebieten überwiegend weder auf das Coronavirus getestet noch in Quarantäne geschickt werden. Am 2. April 2020 trat eine Einreisebegrenzung in Kraft, wonach Personenbeförderungen aus dem Iran untersagt wurden. Wenig später wurden weitere Quarantänemaßnahmen für Einreisende beschlossen.
Während der Sommerferiensaison 2020 entspann sich eine Debatte über Regeln für Reisen in und aus Risikogebieten und Test- und Quarantänepflichten für Reiserückkehrende. Angesichts der Gefahren einer beschleunigten Verbreitung der Infektionskrankheit COVID-19 drängte Bundeskanzlerin Merkel Ende November 2020 auf ein europaweites Skifahrverbot bis zum 10. Januar 2021. Die Schließung der Skigebiete über die Weihnachtsferien 2020/2021 bis zum 10. Januar 2021 hatte zuvor bereits Italiens Ministerpräsident Giuseppe Conte vorgeschlagen; in Frankreich war vorgesehen, dass die Wintersportorte selbst zwar geöffnet, aber alle Skilifte und öffentliche Einrichtungen geschlossen sind. Dem wollten sich Österreich und die Schweiz nicht anschließen. In der Schweiz wurde die Entscheidung den einzelnen Kantonen überlassen, so dass einige die Skigebiete schlossen und andere offen ließen. In Österreich versuchte man mit Hilfe von FFP2-Maskenpflicht bei der Benutzung von Skiliften die Verbreitung der Infektionskrankheit zu verringern; außerdem galt österreichweit ab dem 26. Dezember ein neuer „Lockdown“ für die Dauer von (zunächst) drei Wochen.
Die Offenhaltung der deutsch-niederländischen Grenze während der 3. Welle wurde teilweise scharf kritisiert. Ende April 2021 lag die 7-Tage-Inzidenz in den Niederlanden bei über 300. Dennoch wurde dort die zuvor geltende Ausgangssperre aufgehoben und die Öffnung von Geschäften zugelassen. In Verbindung mit der 30-Kilometer-Regelung (s. o.) führte dies zu einem Anreiz für Einwohner deutscher Städte und Gemeinden in Grenznähe, vor allem zum Einkauf in nur dort geöffneten Geschäften in die Niederlande zu fahren.

### Diskussion über die Bedeutung von Virusmutationen
Im Dezember 2020 wurde bekannt, dass es eine Virusmutation in Großbritannien aufgetaucht ist, die noch deutlich infektiöser als die bisherigen Varianten von COVID-19 ist. Daraufhin schickte die Schweiz die britischen Skiurlauber in Quarantäne, was aber weitgehend missachtet wurde. Dieses Verhalten erleichterte die Verbreitung von mutierten SARS-CoV-2-Erregern auf dem europäischen Kontinent.

### Bewegungsradius
Die Niedersächsische Staatskanzlei erklärte im Januar 2021 die Abweichungen ihrer Änderungen in der „Verordnung zur Eindämmung des Coronavirus“ von den am 5. Januar 2021 beschlossenen Maßnahmen: „Die neuen Sätze 3 bis 5 in § 18 der Corona-Verordnung regeln, dass die in einem Landkreis oder einer kreisfreien Stadt zuständigen Behörden den Bewegungsradius jeder Person auf 15 Kilometer um den Wohnsitz, das heißt die konkrete Wohnung oder Unterkunft beschränken können. Dies ist möglich, wenn in Bezug auf den Landkreis oder die kreisfreie Stadt eine 7-Tages-Inzidenz von 200 oder mehr Neuinfektionen je 100 000 Einwohnerinnen und Einwohnern vorliegt. Weitere Voraussetzung ist jedoch, dass das Infektionsgeschehen sich mehr oder weniger auf die ganze Stadt oder den ganzen Landkreis erstreckt. Sofern es nur an einer oder zwei Stellen zu einem Corona-Ausbruch mit vielen Infizierten gekommen ist, ist eine Einschränkung des Bewegungsradius nicht unbedingt angezeigt.“ Anke Pörksen, Pressesprecherin der niedersächsischen Landesregierung, begründete die Wahl des Wohnsitzes als maßgeblichen Mittelpunkt des Bewegungsradius in Niedersachsen damit, dass Stadt- und Landbevölkerung so gleich behandelt würden.
Der niedersächsische Landkreis Cloppenburg blieb am 11. Januar 2021 mit einer 7-Tage-Inzidenz von 191,6 noch knapp unter dem Grenzwert von 200 Neuinfektionen. An diesem Tag bewertete der Pressesprecher des Landkreises die Möglichkeit, bei einer weiteren Erhöhung der 7-Tage-Inzidenz einen Bewegungsradius von 15 Kilometern zu verfügen, als „nicht praktibel, nicht zu kontrollieren, nicht nachvollziehbar und nicht zielführend.“
Als „nicht zielführend“ bewertete auch der Bayerische Rundfunk einen Bewegungsradius von 15 Kilometern. Anders als Ministerpräsident Markus Söder es darstelle, sei diese Maßnahme nicht geeignet, den Andrang in bayerischen Wintersportorten zu drosseln. Dafür sei eine Einreisesperre in die betroffenen Landkreise erforderlich. Statt von weit her Angereister würden Menschen im Nahbereich attraktiver Ziele daran gehindert, diese aufzusuchen, wenn sie geringfügig weiter als 15 Kilometer vom Wohnort der Kreisbewohner entfernt lägen.

### Diskriminierung von Beherbergungsbetrieben in Deutschland
Ab dem 15. März 2021 wurden wieder Flüge von Deutschland nach Mallorca erlaubt. Auch Urlaubsreisen aus Deutschland in andere Länder und Regionen, die nicht mit einer Reisewarnung des deutschen Auswärtigen Amtes belegt waren, wurden wieder von Reiseveranstaltern angeboten, während das flächendeckende Beherbergungsverbot für Touristen in Deutschland aufrechterhalten wurde. Am 12. März 2021 startete der Deutsche Hotel- und Gaststättenverband (DEHOGA) Baden-Württemberg eine juristische Kampagne in Form von Klagen gegen die fortdauernde Schließung von Hotels und Gaststätten im Land, der sich die Verbände Nordrhein-Westfalen und Niedersachsen anschlossen. Auslöser der Klagewelle war die Frustration Betroffener darüber, dass Urlaubswillige aus Deutschland ab März 2021 nach Mallorca fliegen, nicht aber einen Frühjahrsurlaub in Deutschland antreten durften.
Es gibt keine rechtliche Handhabe, Reisen in ein ausländisches Gebiet oder die Rückkehr von dort durch Auflagen des RKI und/oder deutscher Gebietskörperschaften zu erschweren, die vom Robert Koch-Institut nicht als Risikogebiet, Hochinzidenzgebiet, Virusvariantengebiet oder sonstiges Gebiet definiert wurden, für die das RKI ein erhöhtes Infektionsrisiko festgestellt hat.